# Saison 2012 du Vegalta Sendai
Maillots
Dernière mise à jour : 2 octobre 2012.
Chronologie
Saison précédente Saison suivante
La saison 2012 du Vegalta Sendai est la 3e saison consécuctive du club en première division du championnat du Japon, et la 5e au sein de l'élite du football japonais.